# Nia Daniaty
Nia Daniaty lub Nia Daniati (ur. 17 kwietnia 1964 w Dżakarcie lub Bandungu) – indonezyjska piosenkarka.
Szczyt jej kariery przypadł na lata 80. XX wieku. Zasłynęła wykonaniami sundajskich utworów popowych, a także piosenek stworzonych przez Rinto Harahapa.
Szerszy rozgłos przyniósł jej utwór „Gelas-Gelas Kaca”. Wykonała także piosenki: „Kaulah Segalanya”, „Masih Adakah Rindu”, „Aku Siapa yang Punya”, „Aku Tak Ingin Dimadu”, „Tak Ingin Seperti Dia”.
Występowała również w filmach i serialach telewizyjnych. W 1980 r. była nominowana do nagrody dla najlepszej aktorki na FFI (Festival Film Indonesia) za rolę w filmie Antara Dia dan Aku.

## Dyskografia
Źródło: 
Albumy
- Country vol. 1
- Nia Daniati The Best Of Pop Bossas
- Nia Daniati Mega Pop Intim Vol 3
- Nia Daniati 15 Lagu Terbaik
- Tembang Asmara Vol. 1 (Siapa Tak Ingin Disayang)
- Tembang Asmara Vol. 3 (Masih Ada Cinta)
- Tembang Asmara Vol. 4 (Tak Ingin Seperti Dia)
- Tembang Asmara Vol. 6 (Aku Tak Ingin Dimadu)
- Tak Ingin Seperti Dia (1995)
- 365 Hari (1993)